# Mitsuo Fuchida
Mitsuo Fuchida (jap. 淵田 美津雄 Fuchida Mitsuo; ur. 3 grudnia 1902 w Katsuragi, zm. 30 maja 1976 w Kashiwarze) – pilot, komandor Japońskiej Marynarki Wojennej.

## Życiorys
Urodził się w prefekturze Nara, w obecnych granicach miasta Katsuragi. Jego ojciec był dyrektorem miejscowej szkoły podstawowej.
W 1921 rozpoczął naukę w Akademii Cesarskiej Marynarki Wojennej (52. rocznik), którą ukończył w 1924. Następnie został skierowany do lotnictwa marynarki (jap. 大日本帝國海軍航空隊 Dai-Nippon Teikoku Kaigun Kōkū-tai), formacji należącej do Cesarskiej Marynarki Wojennej. Doświadczenie bojowe zdobył podczas wojny chińsko-japońskiej. Od 1939 służył na lotniskowcu „Akagi”.
7 grudnia 1941 dowodził grupą dokonującą nalotu na Pearl Harbor, który rozpoczął wojnę na Pacyfiku. Wydał wtedy przez radio cztery historyczne rozkazy: Tenkai (przygotować się do ataku), To! To! To! (atakować) i Tora! Tora! Tora! (co oznaczało Tygrys! Tygrys! Tygrys!) i raigeki (atak torpedowy).
Dowodził także grupami samolotów w dalszych operacjach japońskiego lotnictwa pokładowego, przede wszystkim bombardowaniu Darwin 19 lutego 1942 i rajdzie na Ocean Indyjski w kwietniu 1942. Nie walczył pod Midway z powodu rekonwalescencji po usunięciu wyrostka. Zastąpił go komandor Joichi Tomonaga, który zginął w tej bitwie. Sam Fuchida służył jako doradca admirała Nagumo na okręcie flagowym „Akagi”. Gdy lotniskowiec został trafiony amerykańskimi bombami, pilot zdołał uratować się z mostka opuszczając się na linie na pokład z kilkoma oficerami, lecz złamał przy tym obie nogi w kostkach. Został następnie uratowany z tonącego okrętu.
Po wyzdrowieniu służył do końca wojny jako oficer sztabowy. Przebywał w Hiroszimie dzień po zrzuceniu tam bomby atomowej (6 sierpnia 1945), w celu oceny skutków wybuchu. W przeciwieństwie do innych członków komisji zdołał uniknąć choroby popromiennej.
25 marca 1951 przeszedł na chrześcijaństwo i do końca życia aktywnie je propagował. W 1952 podróżował po USA w ramach organizacji misjonarskiej byłych pilotów wojskowych (Worldwide Christian Missionary Army of Sky Pilots).
Zmarł w miejscowości Kashiwara (jap. 柏原市 Kashiwara-shi), w prefekturze Ōsaka, na wyspie Honsiu w wyniku powikłań cukrzycowych.

## Publikacje
Napisał autobiografię Od Pearl Harbor do Kalwarii, której pierwsze wydanie ukazało się w 1953. W 2007 odnaleziono jego wspomnienia w bibliotece, znajdującej się w piwnicy mieszkania jego syna w New Jersey. Przetłumaczone na język angielski i opatrzone tytułem For That One Day • The Memoirs of Mitsuo Fuchida, the Commander of the Attack on Pearl Harbor, zostały opublikowane w 2011.
Najważniejszą publikacją Fuchidy była opublikowana po raz pierwszy w 1955 roku przez amerykański Naval Institute Press książka Midway: The Battle that Doomed Japan, The Japanese Navy's Story. Annapolis: United States Naval Institute, 1992. ISBN 0-87021-372-5. Brak numerów stron w książce, przedstawiająca przebieg bitwy pod Midway, z punktu widzenia jej naocznego świadka na pokładzie lotniskowca „Akagi”. Książka na dziesięciolecia ukształtowała z gruntu fałszywy obraz bitwy w zachodniej historiografii, stając się źródłem powielanej w większości zachodnich opracowań historycznych aż do początku XXI wieku, znacznie zniekształconej wersji przebiegu bitwy na pokładach japońskich lotniskowców Kidō-butai.

## Film
Jego postać pojawia się w filmie fabularnym Tora! Tora! Tora!. Wcielił się w nią aktor japoński Takahiro Tamura.